# FK Jelgava

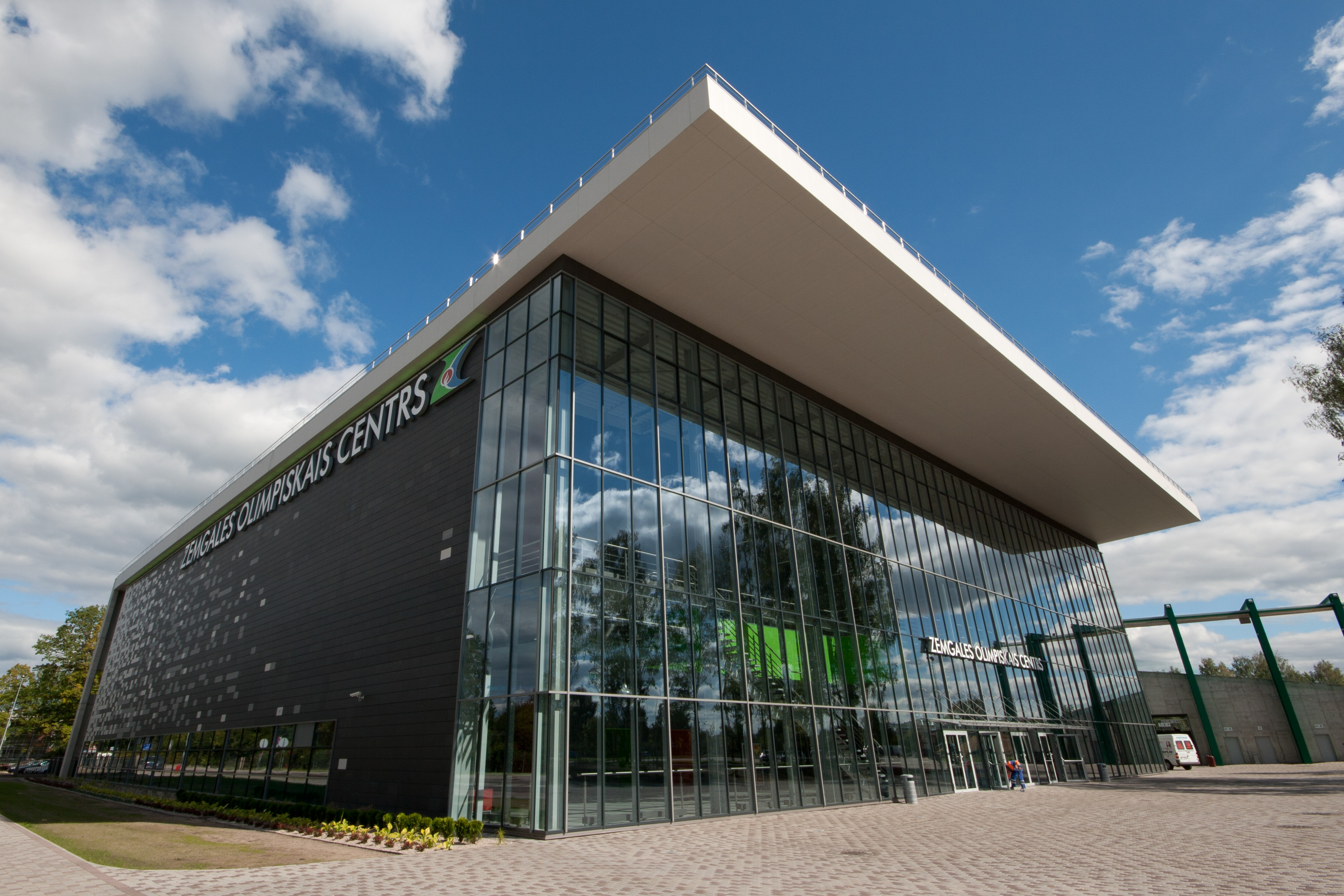
Zemgales Olimpiskais centrs

FK Jelgava (Futbola klubs Jelgava, fotbalový klub Jelgava) je lotyšský fotbalový klub z Jelgavy, který vznikl v roce 2004 sloučením klubů FK Viola Jelgava a FK RAF Jelgava (letopočet vzniku je i v klubovém emblému). Své domácí zápasy hraje na stadionu Zemgales Olimpiskais centrs s kapacitou 1 560 míst. Kvůli finančním problémům  přišel klub v únoru 2021 o profesionální licenci a byl zbaven možnosti hrát nejvyšší soutěž.

## Úspěchy
- 4× vítěz lotyšského fotbalového poháru: 2009/10, 2013/14, 2014/15, 2015/16[3]
- Virslīga: nejlepší umístění: 2. místo (2016)